# جائزة الأرجنتين الكبرى 1980
جائزة الأرجنتين الكبرى 1980 هو سباق فورمولا 1 أقيم بتاريخ 13 يناير 1980 في بوينس آيرس، الأرجنتين. كان الأول من أصل 14 في بطولة العالم لسباقات الفورمولا واحد موسم 1980. حلّ الأسترالي آلان جونز أولا بينما جاء البرازيلي نيلسون بيكيه في المركز الثاني وحصل على المركز الثالث الفنلندي كيكي روزبرغ.

## الترتيب النهائي
| الترتيب | السائق           | النقاط |
| ------- | ---------------- | ------ |
| 1       | آلان جونز        | 9      |
| 2       | نيلسون بيكيه     | 6      |
| 3       | كيكي روزبرغ      | 4      |
| 4       | ديريك دالي       | 3      |
| 5       | برونو جياكوميللي | 2      |
| المصدر: |                  |        |